# Platypalpus aeneus
Platypalpus aeneus är en tvåvingeart som först beskrevs av Macquart 1823.  Platypalpus aeneus ingår i släktet Platypalpus och familjen puckeldansflugor. Arten är reproducerande i Sverige. Inga underarter finns listade i Catalogue of Life.